# Chris Hadfield
Chris Hadfield (29 de agosto de 1959) es un astronauta canadiense retirado, ingeniero, músico y ex piloto de caza de la Royal Canadian Air Force. El primer canadiense que caminó en el espacio, Hadfield realizó dos misiones del transbordador espacial y se desempeñó como comandante de la Estación Espacial Internacional (EEI).
Hadfield, que anteriormente fue piloto de combate de la Real Fuerza Aérea Canadiense, ha volado en dos misiones espaciales: STS-74 en 1995 y STS-100 en 2001. Además, ha servido como comunicador de cápsula para las expediciones del Transbordador STS y de la Estación Espacial Internacional. El 19 de diciembre de 2012, Hadfield despegó en el vuelo Soyuz TMA-07M para  una estancia de larga duración en la EEI como parte de la Expedición 35. Llegó a la estación el 21 de diciembre, tal y como estaba planeado, y fue el primer canadiense en dirigir la EEI.
El 12 de mayo de 2013 cedió el control de la EEI, y volvió a la Tierra a bordo de la nave Soyuz el 13 de mayo. Hadfield adquirió notoriedad mundial por su versión de "Space Oddity", canción de David Bowie, que grabó en la Estación Espacial Internacional, y cuyo videoclip colgó en su página personal de YouTube.
Hadfield, quien se crio en una granja en el sur de Ontario, se inspiró de niño cuando vio el alunizaje del Apolo 11 en la televisión. Asistió a la escuela secundaria en Oakville y Milton y obtuvo su licencia de piloto de planeador como miembro de los Royal Canadian Air Cadets. Se unió a las Fuerzas Armadas Canadienses y obtuvo un título de ingeniería en el Royal Military College. Mientras estaba en el ejército, aprendió a volar varios tipos de aviones y, finalmente, se convirtió en piloto de pruebas y voló varios aviones experimentales. Como parte de un programa de intercambio con la Marina de los Estados Unidos y la Fuerza Aérea de los Estados Unidos, obtuvo una maestría en sistemas de aviación en el Instituto Espacial de la Universidad de Tennessee.
En 1992, fue aceptado en el programa de astronautas canadienses por la Agencia Espacial Canadiense. Primero voló en el espacio a bordo del STS-74 en noviembre de 1995 como especialista en misiones. Durante la misión visitó la estación espacial rusa Mir. En abril de 2001 voló nuevamente en la STS-100 y visitó la Estación Espacial Internacional (EEI), donde caminó en el espacio y ayudó a instalar el Canadarm2. En diciembre de 2012, voló por tercera vez a bordo del Soyuz TMA-07M y se unió a la Expedición 34 en la EEI. Fue miembro de esta expedición hasta marzo de 2013, cuando se convirtió en el comandante de la EEI como parte de la Expedición 35. Fue responsable de una tripulación de cinco astronautas y ayudó a realizar docenas de experimentos científicos que tratan el impacto de la baja gravedad en la biología humana. Durante la misión, también ganó popularidad mediante la crónica de la vida a bordo de la estación espacial, la toma de fotografías de la Tierra y su publicación en varias plataformas de redes sociales para un gran número de seguidores de todo el mundo. Fue invitado en programas de noticias y programas de televisión y ganó popularidad al tocar la guitarra en el espacio. Su misión terminó en mayo de 2013 cuando regresó a la Tierra. Poco después de regresar, anunció su retiro, culminando una carrera de 35 años como piloto militar y astronauta.

## Vida personal
Hadfield nació en Sarnia, Ontario, y creció con sus padres Roger y Eleanor Hadfield en una granja de maíz. Pasó parte de su infancia en Maracaibo, Venezuela. (En el barrio nueva vía) Desde joven estuvo interesado en volar, y tuvo la idea de ser astronauta cuando, con nueve años, vio en televisión el aterrizaje del Apolo 11. Está casado con su novia de la escuela secundaria, Helene, y tienen tres hijos adultos. Hadfield solía ser instructor de esquí en Glen Eden Ski Area antes de convertirse en piloto de pruebas.
Hadfield es originario del norte de Inglaterra y del sur de Escocia. Él es un devoto fanático de los Toronto Maple Leafs y usó una camiseta de Leafs bajo su traje espacial durante su reingreso a la Soyuz TMA-07M en mayo de 2013. Después de que finalizó el bloqueo de la NHL de 2012, Hadfield tuiteó una foto de sí mismo sosteniendo un logotipo de Maple Leafs, y declaró que estaba "listo para animar [a su equipo] desde la órbita". Cantó el Himno Nacional de Canadá durante el juego de Toronto Maple Leafs y Montreal Canadiens el 18 de enero de 2014 en el Air Canada Centre en Toronto.

## Educación y carrera militar
Hadfield asistió a la Escuela Secundaria White Oaks en Oakville, Ontario, hasta su último año y luego se graduó de Ontario en Milton District High School en 1977. Como miembro de los Royal Canadian Air Cadets, obtuvo una beca de piloto de planeador a los 15 años y un beca piloto a los 16 años de edad. Después de graduarse de la escuela secundaria en 1978, se unió a las Fuerzas Armadas Canadienses y pasó dos años en el Royal Roads Military College, seguido de dos años en el Royal Military College, donde obtuvo una licenciatura en ingeniería mecánica en 1982. Antes de graduarse, también se sometió a un entrenamiento básico de vuelo en CFB Portage la Prairie. En 1983, se llevó los honores como el mejor graduado de Basic Jet Training en CFB Moose Jaw, y luego se entrenó como piloto de caza táctico con el escuadrón 410 de entrenamiento operacional de caza táctico en CFB Cold Lake, volando el  Canadair CF-116 Freedom Fighter y el McDonnell Douglas CF-18 Hornet. Después de completar su entrenamiento de combate, Hadfield voló los Hornets CF-18 con 425 Tactical Fighter Squadron, misiones de intercepción de vuelo para NORAD. Fue el primer piloto del CF-18 en interceptar un bombardero soviético Tupolev Tu 95 de largo alcance en el Ártico canadiense.
A fines de la década de 1980, Hadfield asistió a la Escuela de Pilotos de Prueba de la Fuerza Aérea de los EE. UU. en la base de la Fuerza Aérea Edwards y se desempeñó como oficial de intercambio con la Armada de los Estados Unidos. Sus logros desde 1989 hasta 1992 incluyeron la prueba de los aviones McDonnell Douglas F/A-18 Hornet y LTV A-7 Corsair II; realizando trabajo de investigación con la NASA sobre simulación de margen de control de tono y vuelo; completando el primer vuelo militar de motores de rendimiento mejorado F/A-18; pilotaje de la primera prueba de vuelo del motor de propulsión de hidrógeno con combustión externa del avión aeroespacial nacional desarrollando una nueva escala de calificación de cualidades de manejo para la prueba de ángulo de ataque alto; y participar en el programa de prueba de recuperación fuera de control F/A-18.
En mayo de 1992, Hadfield se graduó con una maestría en sistemas de aviación del Instituto Espacial de la Universidad de Tennessee, donde su tesis se refería a la aerodinámica de ataque de alto ángulo del avión de combate F/A-18 Hornet. En total, Hadfield ha volado más de 70 tipos diferentes de aviones.

## Experiencia en la NASA

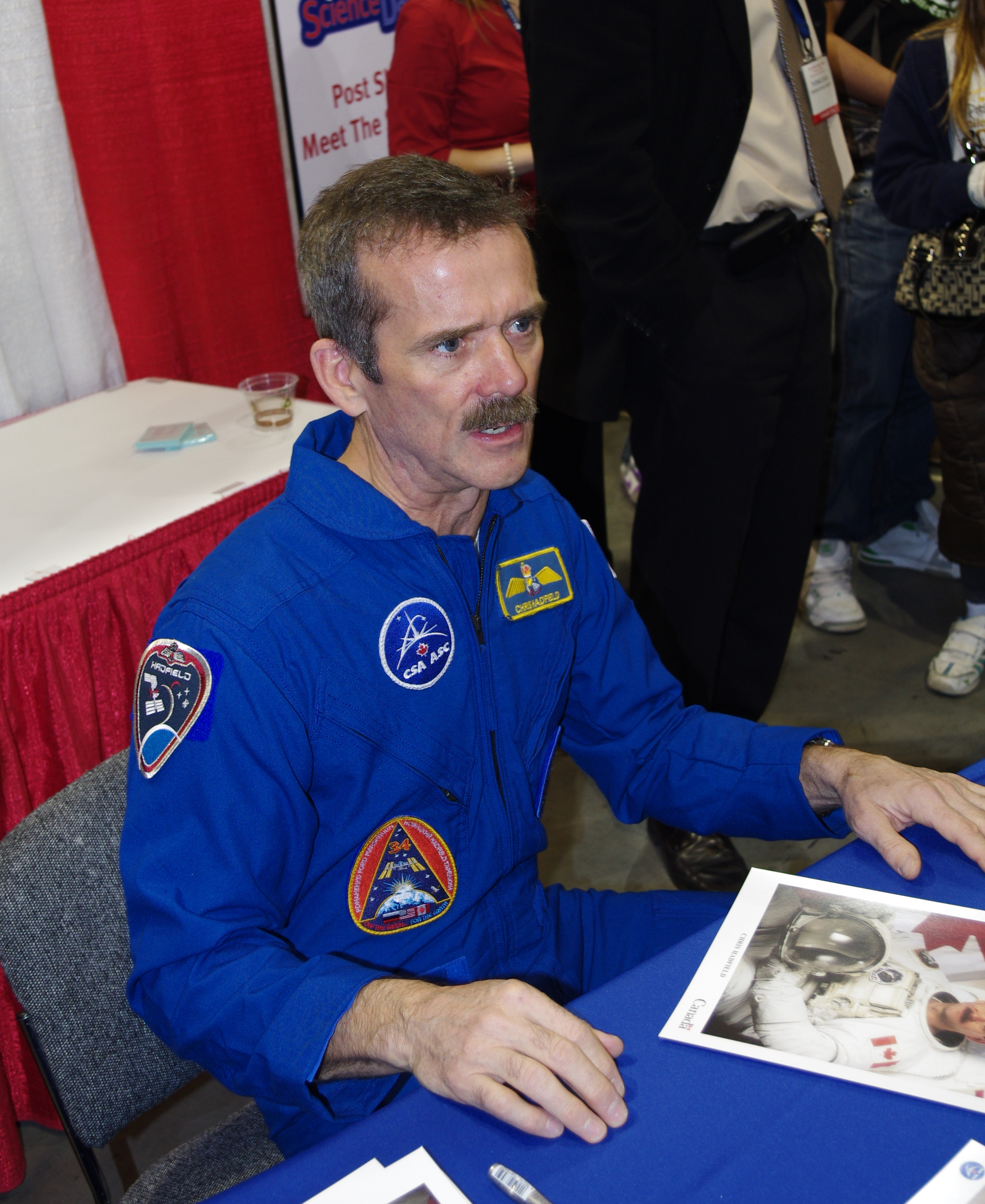
Chris Hadfield en 2012

Hadfield fue seleccionado para convertirse en uno de los cuatro nuevos astronautas canadienses de un campo de 5.330 solicitantes en junio de 1992. Tres de esos cuatro (Dafydd Williams, Julie Payette y Hadfield) han volado al espacio. Fue asignado por la Agencia Espacial Canadiense (CSA) al Centro Espacial Johnson de la NASA en Houston, Texas, en agosto, donde abordó temas técnicos y de seguridad para el Desarrollo de Operaciones del Transbordador, contribuyó al desarrollo de la cabina de vidrio del transbordador y apoyó los lanzamientos del transbordador en el Centro Espacial Kennedy, en Florida. El cuarto candidato, Michael McKay renunció como astronauta en 1995. Además, Hadfield fue el CAPCOM de la NASA, la voz del control de la misión para los astronautas en órbita, para 25 misiones del transbordador espacial. De 1996 a 2000, representó a los astronautas de la CSA y coordinó sus actividades como Astronauta Principal de la CSA.
Fue Director de Operaciones para la NASA en el  Centro de Capacitación de Cosmonautas Yuri Gagarin (GCTC) en Star City, Rusia, desde 2001 hasta 2003. Algunas de sus funciones incluían la coordinación y dirección de todas las actividades de la tripulación de la Estación Espacial Internacional en Rusia, la supervisión de capacitación y personal de apoyo de la tripulación, así como la negociación de políticas con el Programa Espacial Ruso y otros socios internacionales. También entrenó y se volvió completamente calificado para ser un ingeniero de vuelo cosmonauta en la nave espacial Soyuz TMA, y para realizar paseos espaciales en el traje espacial ruso Orlan.
Hadfield es un astronauta civil de la CSA, que se retiró como coronel de las Fuerzas Armadas de Canadá en 2003 después de 25 años de servicio militar. Fue Jefe de Robótica para la Oficina de Astronautas de la NASA en el Centro Espacial Johnson en Houston, Texas desde 2003 hasta 2006 y fue Jefe de Operaciones de la Estación Espacial Internacional entre 2006 y 2008. En 2008 y 2009, se entrenó como respaldo de Robert Thirsk en la misión de la Expedición 21. En mayo de 2010, Hadfield se desempeñó como comandante de la misión NEEMO 14 a bordo del laboratorio submarino Aquarius, viviendo y trabajando bajo el agua durante catorce días.  La NASA anunció en 2010 que Hadfield se convertiría en el primer comandante canadiense de la Estación Espacial Internacional, liderando la Expedición 35 después de su lanzamiento el 19 de diciembre de 2012. Su embarcación atracó en la estación el 21 de diciembre. Permaneció en la estación por cinco meses, transfiriendo el control a Pavel Vinogradov y partió el 13 de mayo de 2013.
En junio de 2013, un mes después de completar su tercer viaje al espacio, Hadfield anunció su retiro de la Agencia Espacial Canadiense, a partir del 3 de julio de 2013. Hadfield declaró que después de vivir principalmente en los Estados Unidos desde la década de 1980 para su carrera, volvería a Canadá "cumpliendo una promesa que le hice a mi esposa hace casi 30 años, que sí, eventualmente, volveríamos a Canadá." Señaló que planea perseguir intereses privados fuera del gobierno allí.
Hadfield está entusiasmado con las perspectivas de una misión tripulada a Marte, y cuando se le preguntó en 2011 si consideraría un viaje de ida a Marte como el primero en visitar, dijo que "me sentiría honrado de tener la oportunidad".

## Vuelos espaciales

### STS-74
Hadfield se desempeñó como Especialista de la Misión 1 en la STS-74 en noviembre de 1995. Fue la segunda misión del transbordador espacial de la NASA: reunirse y atracar con la Estación Espacial Soviética Mir. Durante el vuelo, la tripulación del transbordador espacial Atlantis conectó un módulo de acoplamiento de cinco toneladas a Mir y transfirió más de 1.000 kg de alimentos, agua y suministros científicos a los cosmonautas. Hadfield voló como el primer canadiense en operar el Canadarm en órbita, y el único canadiense en abordar a Mir.

### STS-100

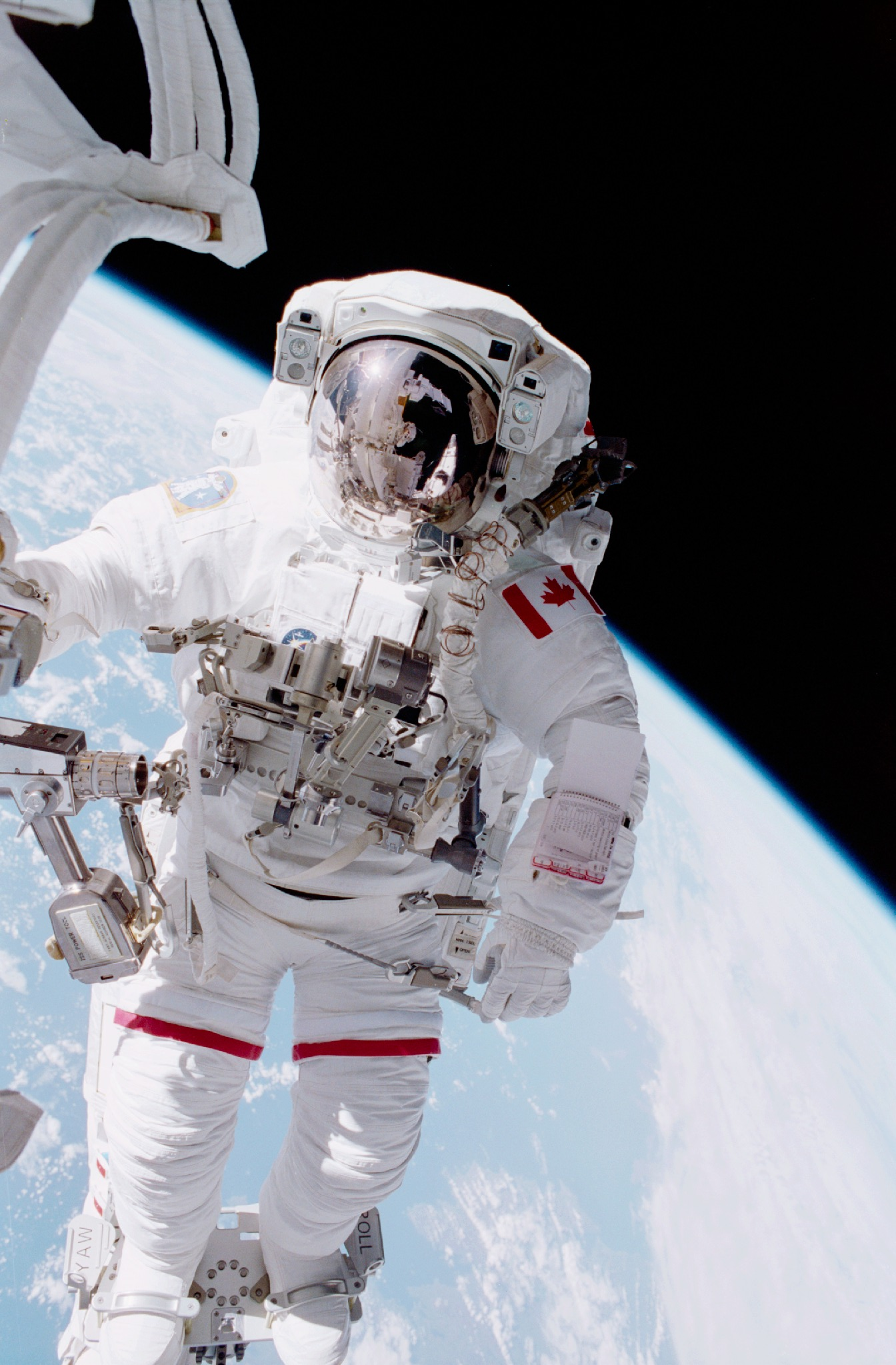
Caminata espacial de Hadfield durante la misión STS-100

En abril de 2001, Hadfield se desempeñó como Especialista de la Misión 1 en la STS-100, en el Vuelo 6A de la Asamblea Internacional de la Estación Espacial (EEI). La tripulación del transbordador espacial Endeavour entregó e instaló Canadarm2, el nuevo brazo robótico de fabricación canadiense, así como el módulo de reabastecimiento de fabricación italiana Raffaello. Durante el vuelo de 11 días, Hadfield realizó dos paseos espaciales, lo que lo convirtió en el primer canadiense en abandonar una nave espacial y flotar libremente en el espacio. Durante su primera caminata espacial, Hadfield experimentó una irritación severa en los ojos debido a la solución antivaho utilizada para pulir su visera de traje espacial, cegándolo temporalmente y obligándolo a descargar oxígeno al espacio. En total, Hadfield pasó 14 horas y 50 minutos afuera, viajando 10 veces alrededor del mundo durante su caminata espacial.

### Estación Espacial Internacional

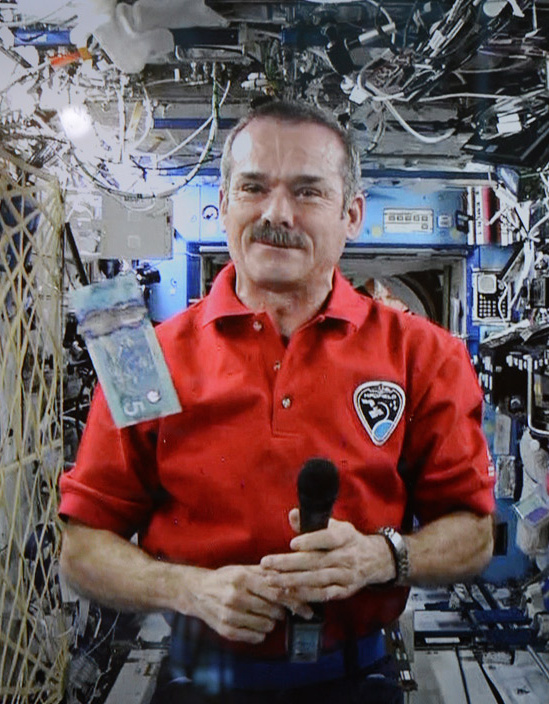
Hadfield respondió a las preguntas de los medios de comunicación durante la presentación del billete de la Serie Frontier de C$5 de Canadá durante la Expedición 35 el 30 de abril de 2013. Desveló el billete de C$10 el mismo día.

El 19 de diciembre de 2012, Hadfield se lanzó en el vuelo Soyuz TMA-07M para una estadía de larga duración a bordo de la EEI como parte de la Expedición 35. Llegó a la estación dos días después, según lo programado, y se convirtió en el primer canadiense en comandar la EEI cuando la tripulación de la Expedición 34 partió en marzo de 2013. El 12 de mayo de 2013, entregó el mando de la EEI y regresó a casa a bordo de la nave espacial Soyuz el 13 de mayo. Recibió una importante exposición en los medios durante su tiempo en la EEI, y terminó su tiempo en la estación rindiendo tributo a David Bowie con una interpretación de "Space Oddity".

## Post jubilación

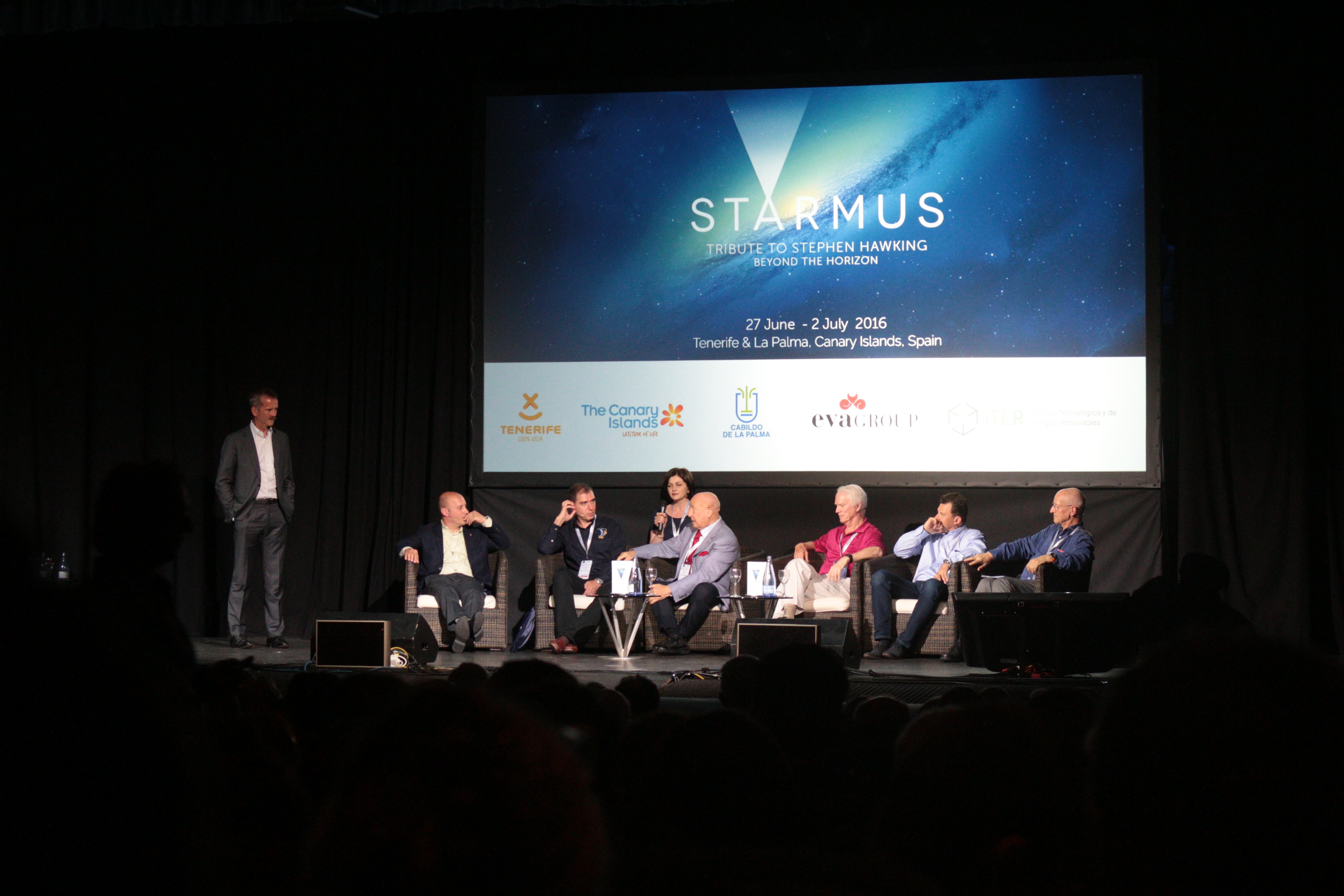
Imagen de una conferencia en el festival Starmus, un evento internacional que reúne a científicos, artistas y astronautas para compartir conocimientos y celebrar la ciencia, el arte y la exploración espacial.

En octubre de 2013, Hadfield fue entrevistado por la revista Maclean y apareció en su portada con maquillaje facial para "replicar la famosa imagen de Bowie de la portada de su álbum Aladdin Sane". Hadfield escribió un artículo para la edición de diciembre de 2013 de la revista Wired en el que reflexiona sobre su tiempo dedicado a la Estación Espacial Internacional.
El 8 de octubre de 2013, la Universidad de Waterloo anunció que Hadfield se unirá a la universidad como profesor por un período de tres años a partir de otoño de 2014. Se espera que el trabajo de Hadfield implique la instrucción y el asesoramiento de roles en los programas de aviación ofrecidos por la Facultad de Medio ambiente y Facultad de Ciencias, así como asistencia en la investigación en curso sobre la salud de los astronautas con la Facultad de Ciencias de la Salud Aplicadas.
La autobiografía de Hadfield de 2013, Guía de vida de un astronauta en la Tierra: lo que me llevó al espacio me enseñó acerca del ingenio, la determinación y la preparación para cualquier cosa se ocupa de su vida profesional y su trabajo, y de numerosos ejemplos desde la preparación hasta su mando de la Expedición 35. El libro fue un éxito de ventas del New York Times best seller y también fue el libro más vendido en Canadá sobre un tema canadiense.
En 2017, Hadfield organizó el show de la BBC Astronautas: ¿Tienes lo que se necesita? junto a Kevin Fong e Iya Whiteley, donde 12 concursantes compiten para obtener la aprobación y recomendación de Hadfield como candidato para futuras solicitudes para convertirse en astronauta. Los desafíos implicaron replicar pruebas reales llevadas a cabo por las diferentes Agencias Espaciales en instalaciones en Europa y América, incluyendo hipoxia y entrenamiento con altas fuerzas G, con participantes eliminados cada semana. Hadfield organizó una serie MasterClass sobre exploración espacial.

## Reconocimientos especiales y afiliaciones

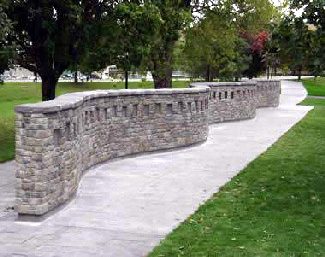
Muro de Honor, Royal Military College of Canada

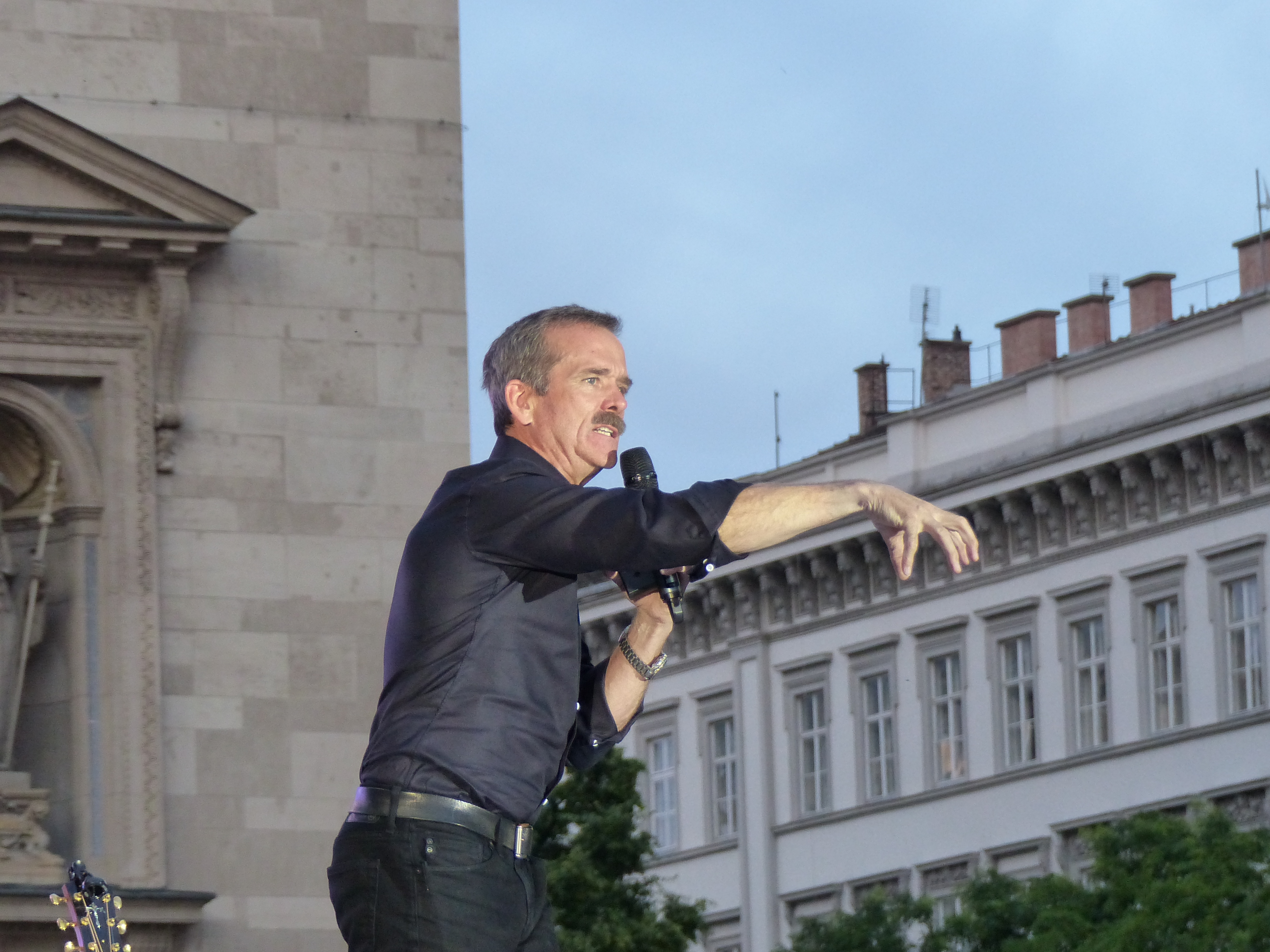
Hadfield en Brain Bar Budapest, 2016

Hadfield ha recibido numerosos premios y honores especiales. Estos incluyen el nombramiento a la Orden de Ontario en 1996 y la Orden de Canadá en 2014, Recibió el Premio Vanier en 2001, la Medalla de Servicio Excepcional de la NASA en 2002, la Medalla de Jubileo de Oro de la Reina en 2002 y la Medalla de Jubileo de Diamante de la Reina en 2012. También es el único canadiense que ha recibido una Cruz de Servicio Meritoria tanto militar como civil. La medalla militar en 2001 y la civil en 2013. En 1988, Hadfield recibió el Premio Liethen-Tittle (primer piloto graduado de la USAF Test Pilot School) y fue nombrado Piloto de Prueba de la Marina de los EUA. En 1991. Fue incluido en el Salón de la Fama de la Aviación de Canadá en 2005 y se conmemora en Royal Monedas de plata y oro de Canadian Mint para su paseo espacial para instalar Canadarm2 en la Estación Espacial Internacional en 2001. Además, el Royal Military College le otorgó a Hadfield un doctorado honorario en ingeniería en 1996 y tres años más tarde recibió un doctorado honorario de leyes de la Universidad de Trent. En 2013, Hadfield recibió un Diploma de Honor de Nova Scotia Community College. Al tomar el mando de la Estación Espacial Internacional, Isabel II, reina de Canadá, envió a Hadfield un mensaje personal de felicitaciones, diciendo "Me complace transmitir mis mejores deseos personales, y los de todos los canadienses, al Coronel Christopher Hadfield mientras toma Comando de la Estación Espacial Internacional... ".
Sus afiliaciones incluyen membresía en el Royal Military College Club, Society of Experimental Test Pilots, Canadian Aeronautics and Space Institute, y como patrocinador honorario de Lambton College, ex fideicomisario de Lakefield College School, miembro de la junta directiva de International Space School Foundation y ejecutivo con la Asociación de Exploradores del Espacio.
En 2005, 820 Milton Blue Thunder Squadron pasó a llamarse Chris Hadfield Squadron en honor a Hadfield, quien fue cadete allí desde 1971 hasta 1978. La ciudad de Milton también nombró un parque municipal y una calle después de Hadfield.
En 2014, su nombre fue agregado al Muro de Honor en el Royal Military College of Canada en Kingston, Ontario.

### Libros
- Hadfield, Chris (2013). An Astronaut's Guide to Life on Earth: What Going to Space Taught Me About Ingenuity, Determination, and Being Prepared for Anything. New York: Little, Brown and Company. ISBN 978-0-316-25301-7.
- Hadfield, Chris (2014). You Are Here: Around the World in 92 Minutes: Photographs from the International Space Station. New York: Little, Brown and Company. ISBN 978-0-316-37964-9.
- Hadfield, Chris (2016). The Darkest Dark. Illustrated by Terry and Eric Fan. New York: Little, Brown and Company. ISBN 978-0-316-39472-7.

### Ensayos y reportajes
- Hadfield, Chris (November 2013). «We Should Treat Earth as Kindly as We Treat Spacecraft». Wired 21 (12). Consultado el 5 de diciembre de 2016.

## Otras lecturas
- Dr. Richard Arthur Preston (1982). Canada's RMC – A History of Royal Military College (2nd edición).
- R. Guy C. Smith, ed. (1984). As You Were! Ex-Cadets Remember II. Kingston, Ontario: Royal Military College of Canada.